# Regering van historisch Tibet
De regering van historisch Tibet heeft betrekking op de regering waarvan de dalai lama aan het hoofd stond. Formeel was dat zo geregeld sinds het eind van de periode van de zevende dalai lama (1708-1757).
In de praktijk hebben in de 19e eeuw vooral regenten in Tibet geregeerd door het - steeds onder mysterieuze omstandigheden - op zeer jeugdige leeftijd overlijden van de negende tot en met twaalfde dalai lama.
In 1959 vluchtte de dalai lama tijdens de opstand van 1959 naar India en werd de Tibetaanse regering in ballingschap voortgezet.

## Regenten
Met de uitzondering van Wangchug Gyalpo (regent van 1862 tot 1864) zijn vanaf 1777 alle regenten in historisch Tibet tulku's, gereïncarneerde lama's, geweest. Deze werden vanaf 1864 - in principe - benoemd door de Nationale Assemblee. In theorie had een regent dezelfde macht als een dalai lama. Het verschil was, dat hoewel ook bij benoeming van regenten geregeld divinatieprocedures vergelijkbaar met de Gouden urn gebruikt werden, een dergelijke benoeming toch een wat meer seculier karakter had. Een selectie van een dalai lama werd geacht een uitkomst te zijn van een transcendentaal reïncarnatieproces. Dat betekende dat de regenten in historisch Tibet meer rekening moesten houden met andere machtsfactoren dan een sterke dalai lama hoefde. De regenten in historisch Tibet waren ook vrijwel altijd afkomstig uit een van de colleges van de grote kloosters nabij Lhasa en dat had herhaaldelijk loyaliteitsconflicten met andere Colleges en kloosters tot gevolg.

## De lönchen
Een belangrijke positie in de eerste helft van de 20e eeuw was die van lonchen, soms ook wel silön genoemd. Die functie werd door de dertiende dalai lama gecreëerd, toen hij in 1904 vluchtte voor de Britse inval. Dat waren drie functionarissen, die geacht werden het land gezamenlijk in naam van de dalai lama te besturen. Na de terugkeer van de dalai lama in 1913 nam hun belang af. In 1933 - bij het overlijden van de dertiende dalai lama - was er slecht nog één over en na diens aftreden in 1939 werd de functie niet meer bezet tot 1950, het jaar van de tijdelijke vlucht van de veertiende dalai lama.

## De overheidsorganen
In de hiërarchie onder de dalai lama en de lonchen zaten dan de organen van de overheid. Die werden bemand door een vastgesteld aantal personen. Vaak was ook de verhouding hierin tussen leken en monniken vastgesteld op basis van regels.
Promoties binnen de overheid gebeurde in theorie op basis van deskundigheid en vaardigheden, maar in de praktijk werd de weg daartoe vaak geëffend door het verstrekken van giften. Er waren posities en functies die in principe aan een termijn gebonden waren. Dat gold echter niet voor de hoogste functies in het land. Promotie naar de hoogste functies in het land was dus - in principe - het verwerven van een functie voor het leven.

## De Kashag
Het hoogste overheidsorgaan na de dalai lama en de lönchen was de Kashag. In de eerste helft van de 20e eeuw bestond het uit 4 functionarissen shapes , waarvan één monnik en drie leken. Nieuwe leden werden benoemd door de dalai lama of regent op basis van aanbeveling van de Kashag zelf, die daartoe een lijst van 4 à 5 personen opstelde. De dalai lama kon daarvan afwijken, maar vrijwel altijd koos hij een van de voorgestelde kandidaten. De vier shapes hadden - in formele zin - evenveel macht. Alle beslissingen werden genomen op basis van consensus.
De Kashag ontving alle seculiere informatie en besliste welke informatie naar welk ander, lager regeringsbureau gezonden werd voor advies dan wel ter afhandeling. Er kon de dalai lama geen seculier onderwerp bereiken zonder dat het eerst gezien was door de Kashag. Uit de omvang wordt overigens duidelijk dat de schriftelijke bureaucratie in Tibet beperkt was.
Een van de laatste shapes, Wanchen Gelek Surkhang, schatte dat de Kashag in de jaren 1940 per week ongeveer 300 brieven, dossiers, etc. ter afhandeling ontving. Daarvan ging ca. een derde deel naar de dalai lama voor de finale bevestiging. De rest werd door de Kashag zelf afgehandeld. Het Tibetaans zegel van de Kashag functioneerde ook als het officiële regeringzegel. Het percentage zaken dat door de Kashag zelf werd afgehandeld had de neiging te stijgen in periodes van een regent en te verminderen in periodes van een sterke dalai lama. Het aantal van 300 was inclusief alle verzoekschriften, eventuele analyses, aanbevelingen en rapporten van lokale bestuurders. Centraal-Tibet had toen ca. 1,25 miljoen inwoners bij een oppervlakte die gelijk is aan West-Europa.
De dominante machtspositie van de Kashag was gebaseerd op het feit, dat het de enige instantie was die seculiere informatie naar de dalai lama kon zenden en ook de enige seculiere instantie die rechtstreeks toegang tot hem had. Het kon dus ook doorzenden van verzoeken blokkeren of ervoor kiezen er niet op te reageren.

## Voorbeeld verzoekschrift
Zaken die een definitief oordeel van de dalai lama vergden werden geformuleerd in termen van een ontwerpbesluit. Daarin werd de dalai lama dan indien mogelijk nog een keus voor diverse alternatieven gegeven. De zaak in de onderstaande tekst was in opdracht van de Kashag naar de Tsigang gegaan om een concepttekst op te stellen. Die werd geretourneerd naar de Kashag, die het vervolgens naar de dalai lama ter finale besluitvorming zond.
Ieder van de instanties in de Tibetaanse administratie gebruikte zijn eigen kleur inkt. Aanvullingen en wijzigingen op een ontwerp door een hogere instantie werden ook steeds in een andere kleur inkt aangebracht. Voor de lezer van het document was het dus ook altijd duidelijk wie/welke instantie verantwoordelijk was voor aanpassingen, wijzigingen, en dergelijke. Commentaar met een grotere lengte werd in die betreffende kleur inkt op een apart vel geschreven, dat aan het oorspronkelijke document werd gehecht. Hier is de tekst van de eerste instantie - de Tsigang - in normale letters getypt.
Op de vijfde dag van de negende maand van het jaar van de Bostijger is door de dalai lama onderzocht en besloten:
Er heeft ons een rapport bereikt uit het district van Gyantse. Als gevolg van extreme regenval dit jaar, zijn de velden van de mensen uit het dorp Samada volledig ondergelopen en zijn ze niet in staat geweest een oogst binnen te halen. Dit heeft grote moeilijkheden gegeven, DIE ANDEREN MOEILIJK KUNNEN OVERNEMEN na het voldoen van hun belastingafdracht en wordt een vermindering van de door hen op te brengen belasting in plichten, taken en natura verzocht voor een periode van (3), (4), 5 jaar en (DAARNAAST EEN GIFT OM DE VERLIEZEN GOED TE MAKEN VAN 200, 250, 300 ZILVERSTUKKEN) EN GRAAN IN DE HOEVEELHEID VAN 70, (80), (90) Ke.— Voorbeeld van een verzoekschrift (Ke is een inhoudsmaat)
De wijzigingen, aanvullingen van de Kashag zijn in HOOFDLETTERS getypt.
De afwijzingen van de dalai lama zijn (tussen haakjes) weergegeven.
De Tsigang had hier de aanbeveling dat de mensen uit Samada een belastingvermindering in op te brengen arbeid zouden kunnen krijgen voor 3, 4 of 5 jaar. De Kashag voegde er als optie aan toe een gift van dan wel 200, 250 of 300 zilverstukken en een hoeveelheid graan van 70, 80 of 90 Ke. De dalai lama ging akkoord met de belastingvermindering voor vijf jaar, alsmede een gift van 70 Ke. graan, maar wees de gift van de zilverstukken af.

## De Yigtsang
De tegenhanger van de macht van de Kashag was de Yigtsang. Deze instantie was belast met alle religieuze en monastieke zaken en voor de benoeming van monniken als functionaris in Tibet. De Yigtsang bestond uit vier monniken. Tussen deze instantie en de dalai lama stond nog chigyab khembo. Dit was de hoogste van alle monniken als functionaris. Voorstellen van de Yigtsang gingen via hem naar de dalai lama en de chigyab kjembo kon ook wijzigingen in die voorstellen aanbrengen. Het was gebruikelijk dat hij bij besprekingen over zaken van echt nationaal belang van de Kashag aanwezig was.

## De Tsigang
De Tsigang was het machtigste overheidsorgaan van leken na de Kashag. Het wordt wel vertaald als ministerie van Financiën; nauwkeuriger is Bureau van de Belastingontvanger. Het was namelijk belast met het toezicht op de correcte ontvangst en afdracht van belastingen, die geïnd werden door de eigenaren van de landgoederen en lokale bestuurders. Het gaf daarnaast als eerste advies in conflicten over eigendomsbezit van land.
Het was in de praktijk vaak een opstap naar een functie binnen de Kashag. Deze instantie werd bemand door vier leken.

## Afkomst en promoties
De scheidslijn in de aristocratie tussen de hoge en lage adel in had belangrijke consequenties voor de politieke machtsstrijd.
De hoge adel, meestal zeer rijke families, zochten naar posities die leidde tot vooral macht en invloed. De lage adel, alsmede het merendeel van de monniken als functionaris zochten posities die naast de bestuurlijke taken vooral ook mogelijkheden boden inkomsten aan te vullen. Dat wordt duidelijk uit een onderzoek naar de afkomst van de personen in de Kashag, de shapes  alsmede de afkomst van chigyab khembo - de hoogste van de monniken als functionaris in Tibet - gedurende de periode 1900-1959.
In deze periode van 59 jaar waren er in totaal 49 shapes in de Kashag; 12 monniken en 29 leken. Van deze 29 leken waren er 26 afkomstig uit de hoogste adel in Tibet of van iets lagere adel, maar in dit geval wel extreem rijk. Van de 12 monniken in de Kashag in deze 59 jaar kwamen er 4 uit de hoge adel en eveneens 4 uit de iets lagere adel.
Van de 10 chigyab khembo's in deze periode kwamen er 6 uit de hoogste adel en 3 uit de wat lagere, maar in dit geval ook zeer rijke adel.
De eigenaren van de grote landgoederen domineerden dus de belangrijkste posities. Het feit, dat de overheid in Tibet geen of nauwelijks salaris uitbetaalde, de noodzaak van regelmatige giften om de positie te verkrijgen en te behouden en grotere onkosten, zoals het bezit en onderhoud van een groot huis in Lhasa maakten het voor velen uit de lagere adel onmogelijk om in aanmerking te komen voor functies in de Kashag en Tsigang.
De meerderheid van de overheidsfunctionarissen in Centraal-Tibet waren meer geïnteresseerd in het verkrijgen en behouden van posities die hen financieel voordeel kon bezorgen. Het was dan moeilijk hoger op te komen, maar verlies van een functie uit die rijen kwam redelijk vaak voor. Het verlies van een dergelijke functie kon ook snel het verlies van het landgoed betekenen. Vrees voor verlies van het landgoed was dan ook de dominante drijfveer in hun handelen als overheidsfunctionaris. Dat leidde tot risicomijdend gedrag als functionaris en een conservatieve opstelling.

## De Nationale Assemblee van Tibet
De Nationale Assemblee van Tibet was rond 1862 ontstaan. De aristocraat Wangchug Gyalpo Shatra belegde toen een ad-hocbijeenkomst van een aantal sleutelpersonen uit het toenmalige Tibet, die de toenmalige regent de derde Reting rinpoche afzette. Het gevolg was dat Shatra zelf tot regent werd benoemd. Na de dood van Shatra kreeg deze assemblee de taak de regenten in historisch Tibet te benoemen. In de eerste helft van de 20e eeuw waren er drie soorten assemblees, die meestal op verzoek van de Kashag bijeenkwamen en advies en mening formuleerden over door de Kashag aangedragen onderwerpen.
De kleinste van deze assemblees was een min of meer permanent comité, bestaande uit de 4 monniken die tezamen de Yigtsang vormden en de vier leken die tezamen de Tsigang vormden. Het werd bijeengeroepen over onderwerpen waarvan de Kashag het wenselijk achtte een wat bredere basis van instemming te hebben voordat dit onderwerp ter besluitvorming naar de dalai lama of regent ging.
Het grootste van de twee andere assemblees werd de Volledige Nationale Assemblee genoemd. Dat is een nogal misleidende term, want qua samenstelling kon het geen recht doen gelden op het etiket Nationaal.
Het bestond uit:
- de abten en ex-abten van de Colleges van de gelugkloosters van Sera, Ganden en Drepung
- de in totaal 8 leden van de Yigtsang en Tsigang
- de belangrijkste van de lokale bestuurders die op dat moment in Lhasa aanwezig waren
- vertegenwoordigers van een aantal tulku's
- officieren van het Tibetaans leger dat in Lhasa aanwezig was
- ongeveer 20 wat minder belangrijke functionarissen die voor de stad Lhasa verantwoordelijk waren voor de belastinginning in die stad.

De vergadering werd voorgezeten door een van de leden van de Yigtsang of Tsigang. Er werd niet gestemd, Overeenstemming gebeurde op basis van consensus. Uiteindelijk werd een document opgesteld waarin de mening van de vergadering geformuleerd werd. Dat werd met 4 zegels bekrachtigd. Eén namens alle overheidsfunctionarissen en drie voor ieder van de gelugkloosters.
De Volledige Nationale Assemblee bleef meestal maar 1 of 2 dagen in sessie. Meestal werd de taak dan overgedragen aan de Beperkte Nationale Assemblee. Deze bestond uit ca. 30 personen. Opnieuw de abten en ex-abten van de drie gelugkloosters en een aantal overheidsfunctionarissen die meestal door de Kashag en Yigtsang aangewezen werden. De werkwijze van deze Assemblee was dezelfde als die van de grotere.
Geen van deze assemblees kon zelf actie ondernemen of daartoe besluiten. Het waren raadgevende organen met soms wel een aanzienlijk politiek gewicht. In de loop van de 20e eeuw gingen de assemblees steeds meer gedomineerd worden door de belangenbehartiging vanuit de gelugkloosters, die op den duur feitelijk een soort vetorecht in de Assemblee verkregen.